# Protracheoniscus krgozanovskii
Protracheoniscus krgozanovskii är en kräftdjursart som beskrevs av Borutzkii 1957. Protracheoniscus krgozanovskii ingår i släktet Protracheoniscus och familjen Trachelipodidae. Inga underarter finns listade i Catalogue of Life.